# بينشي-شيمي-بينشي 2022
بينشي-شيمي-بينشي 2022 (بالفرنسية: Binche-Chimay-Binche 2022)‏ هو سباق دراجات هوائية من فئة  سباق يوم واحد، وهو الموسم الرابع والثلاثين من بينشي-شيمي-بينشي، وأقيم في 4 أكتوبر 2022.
فاز بالمركز الأول كريستوف لابورت، وفاز بالمركز الثاني راسموس تيلر، وفاز بالمركز الثالث هوغو بيج ‏.

## الفرق
| فرق عالمية (11)- Quick-Step Alpha Vinyl - Lotto-Soudal - Intermarché-Wanty-Gobert Matériaux - AG2R Citroën Team - Groupama-FDJ - Cofidis - Israel-Premier Tech - BikeExchange-Jayco - Jumbo-Visma - Trek-Segafredo - UAE Team Emirates فرق برو (8)- Arkéa-Samsic - Alpecin-Deceuninck - بنجوال باوليز ساوكس دبليو بي 2022 ‏ - Human Powered Health - سبورت فلاندرين بالويس 2022 ‏ - TotalEnergies - أونو اكس برو سايكلنج تيم 2022 ‏ - بي آند بي هوتيلز 2022 ‏ فرق قارية (6)- بيت سايكلنج 2022 ‏ - إيفوبرو ريسينغ ‏ - Philippe Wagner–Bazin ‏ - Minerva Cycling Team ‏ - Van Rysel–Roubaix ‏ - سوبرانو هام ايزوريكس 2022 ‏ |  |
| |  |

## التصنيف العام النهائي
| التصنيف العام | التصنيف العام    | التصنيف العام                      | التصنيف العام | التصنيف العام |
| العداء        | العداء           | الفريق                             | الوقت         |               |
| ------------- | ---------------- | ---------------------------------- | ------------- | ------------- |
| 1             | كريستوف لابورت   | جومبو-فيسما                        |               |               |
| 2             | راسموس تيلر      | أونو اكس برو سايكلنج تيم ‏          |               |               |
| 3             | هوغو بيج ‏        | Intermarché-Wanty-Gobert Matériaux |               |               |
| 4             | جريج فان أفرمت   | AG2R Citroën Team                  |               |               |
| 5             | توم سكوجين       | تريك سيغافريدو                     |               |               |
| 6             | فيليب جيلبير     | لوتو سودال                         |               |               |
| 7             | دريس فان جيستل   | TotalEnergies                      |               |               |
| 8             | جيك ستيوارت      | Groupama-FDJ                       |               |               |
| 9             | Florian Dauphin ‏ | فيتال كونسبت ‏                      |               |               |
| 10            | توني قالوبا      | تريك سيغافريدو                     |               |               |
|               |                  |                                    |               |               |
|               |                  |                                    |               |               |